# Neurophyseta
Neurophyseta är ett släkte av fjärilar. Neurophyseta ingår i familjen Crambidae.

## Dottertaxa tillNeurophyseta, i alfabetisk ordning[1]
- Neurophyseta albimarginalis
- Neurophyseta albinalis
- Neurophyseta albirufa
- Neurophyseta arcigrammalis
- Neurophyseta arcuatalis
- Neurophyseta argyroleuca
- Neurophyseta auralis
- Neurophyseta camptogrammalis
- Neurophyseta clymenalis
- Neurophyseta completalis
- Neurophyseta conantia
- Neurophyseta cyclicalis
- Neurophyseta debalis
- Neurophyseta diplogrammalis
- Neurophyseta disciatralis
- Neurophyseta durgalis
- Neurophyseta flavicostalis
- Neurophyseta flavirufalis
- Neurophyseta fulvalis
- Neurophyseta fulvilinealis
- Neurophyseta fulvistrigalis
- Neurophyseta jessica
- Neurophyseta laothoealis
- Neurophyseta laudamialis
- Neurophyseta marin
- Neurophyseta mellograpta
- Neurophyseta mesophaealis
- Neurophyseta normalis
- Neurophyseta parvalis
- Neurophyseta perlalis
- Neurophyseta perrivalis
- Neurophyseta pomperialis
- Neurophyseta proestrictalis
- Neurophyseta randalis
- Neurophyseta renata
- Neurophyseta rufalis
- Neurophyseta sittenfelda
- Neurophyseta stigmatalis
- Neurophyseta subpuralis
- Neurophyseta tanamoalis
- Neurophyseta turrialbalis
- Neurophyseta ursmaralis
- Neurophyseta villarda
- Neurophyseta virginalis
- Neurophyseta volcanalis
- Neurophyseta zobeida